# 鄭端揆
鄭端揆，浙江錢塘縣人，清朝軍事將領，武傳臚出身。
乾隆二十五年（1760年），鄭端揆中式庚辰科二甲第一名武進士（傳臚）。授官三等侍衛。差滿後外放，乾隆三十五年（1770年）、三十九年、四十九年三次擔任雲南廣南府廣南營參將。